# جوليس فورنير
جوليس فورنير هو مترجم وصحفي وكاتب كندي، ولد في 23 أغسطس 1884 في كوتو دو لاك في كندا، وتوفي في 16 أبريل 1918 في أوتاوا في كندا.